# Cerătu de Copăcioasa
Cerătu de Copăcioasa – wieś w Rumunii, w okręgu Gorj, w gminie Scoarța. W 2011 roku liczyła 182 mieszkańców.